# Крепость Диванак
Крепость Диванак является памятником архитектуры местного значения и находится в селе Алаша Астаринского района. История строительства крепости уходит корнями в средние века.

## История
Историки относят крепость примерно к XII-XV векам.
Крепость Диванак играла роль оборонительного укрепления в борьбе с иноземным притеснением.
Развалины древней крепости у реки Астарачай на территории Гирканского национального парка в советское время были недоступны рядовым гражданам, и до сих пор здесь не проводились научные исследования. Местные жители называют крепость «Дива ке», что в переводе с талышского языка означает «Дом дива», и связывают с этим местом немало легенд.
Крепость построена в весьма выгодном со стратегической точки зрения месте, отсюда хорошо просматривается и территория Ирана, и прибрежная зона Каспия.
В советские времена на этой территории проходили учения военнослужащих, в частности - военных разведчиков.
Предполагается, что изначально крепость, опирающаяся на отвесные скалы, была задумана в качестве защиты от возможных атак с запада, востока и юга, а также для контроля караванного пути Астара-Ардебиль, который брал свое начало у Каспийского моря.